# 铜钹山
铜钹山位于江西省广丰县铜钹山镇与上饶县、福建省浦城县、武夷山市交界处，属武夷山脉，主峰铜钹山尖为全县最高峰，座落于广丰与浦城县交界处，海拔1534.6米，位于广丰县境内的其它较高山峰有双峰尖（海拔1450.4米）、上加尖（海拔1359.6米）、青草弯（海拔1305米）、悟道尖（海拔1289.5米）、湖洋岗（海拔1225米）、黄泥山（海拔1142米）、蒋尖（海拔1155米） 、湖山尖（海拔1139米）、长排尖（海拔1006米）等。
2002年在北麓（广丰县境内）设立铜钹山国家森林公园。
山区建有军潭水库、七星水库中型水库两个。